# Chrysopidia obliquata
Chrysopidia obliquata är en insektsart som först beskrevs av Banks 1931.  Chrysopidia obliquata ingår i släktet Chrysopidia och familjen guldögonsländor. Inga underarter finns listade i Catalogue of Life.